# Aeroportul Odienné
Aeroportul Odienné (IATA: KEO, ICAO: DIOD) este un aeroport din Coasta de Fildeș ce deservește zona Odienné. Aeroportul a fost tranzitat în 2020 de 3.308 pasageri. A fost numit după zona deservită.
Situat la o altitudine de 434 m, aeroportul dispune de o singură pistă.